# Гагрський район
Га́грський райо́н (абх. Гагра араион) — район самопроголошеної Республіки Абхазії, розташований на крайньому заході республіки. Адміністративний центр району — місто Гагра.

## Географія
Район на заході та півночі межує з Краснодарським краєм Росії, на сході — з Гудаутським районом, на півдні має вихід до Чорного моря. Берегова смуга має довжину 53 км.
До моря по території району течуть такі річки (подані із північного заходу на південний схід) з притоками:
- Псоу — служить природним кордоном між Росією та Абхазією;
  - Пхіста
- Лапста
- Мехадир
- Хашупш
  - Жеопсе
  - Синдріпш
- Жвака Квара
- Бзиб
  - Гега
    - Куту-Шара

Гірські вершини:
- Агепста — 3256 м
- Ах-Аг — 2732 м
- Арабіка — 2656 м
- Хирка — 2431 м
- Камерін-Депа — 1967 м
- Ачмарда — 1736 м
- Гагрська — 1642 м
- Козирка — 1557 м
- Багнаргес — 1441 м

## Населення
Населення району станом на 2011 рік становить 39 342 особи, з яких міське — 24 194 особи, сільське — 15 148 осіб. Населення району неухильно падає, оскільки в 2003 році в районі проживало 37 002 особи, а в 1989 році — 77 079 осіб. Насамперед, на негативну динаміку чисельності населення вплинув збройний конфлікт на початку 1990-х років, коли з Абхазії масово виїжджали грузини.

### Національний склад
Станом на 2003 рік: вірмени — 16 322 (44,1%), абхази — 10 235 (27,7%), росіяни — 7379 (19,9%), грузини — 1204 (3,3;), українці — 596 (1,6%), естонці — 296 (0,8%), греки — 268 (0,7%), осетини — 154 (0,4%), інші — 548 (1,5%).
Станом на 1989 рік: вірмени — 22 893 (29,7%), грузини — 21 582 (28%), росіяни — 18 653 (24,2%), абхази — 7014 (9,1%), українці — 2929 (3,8%), греки — 925 (1,2%), інші — 3083 (4%).